# Bundesanstalt für Finanzdienstleistungsaufsicht

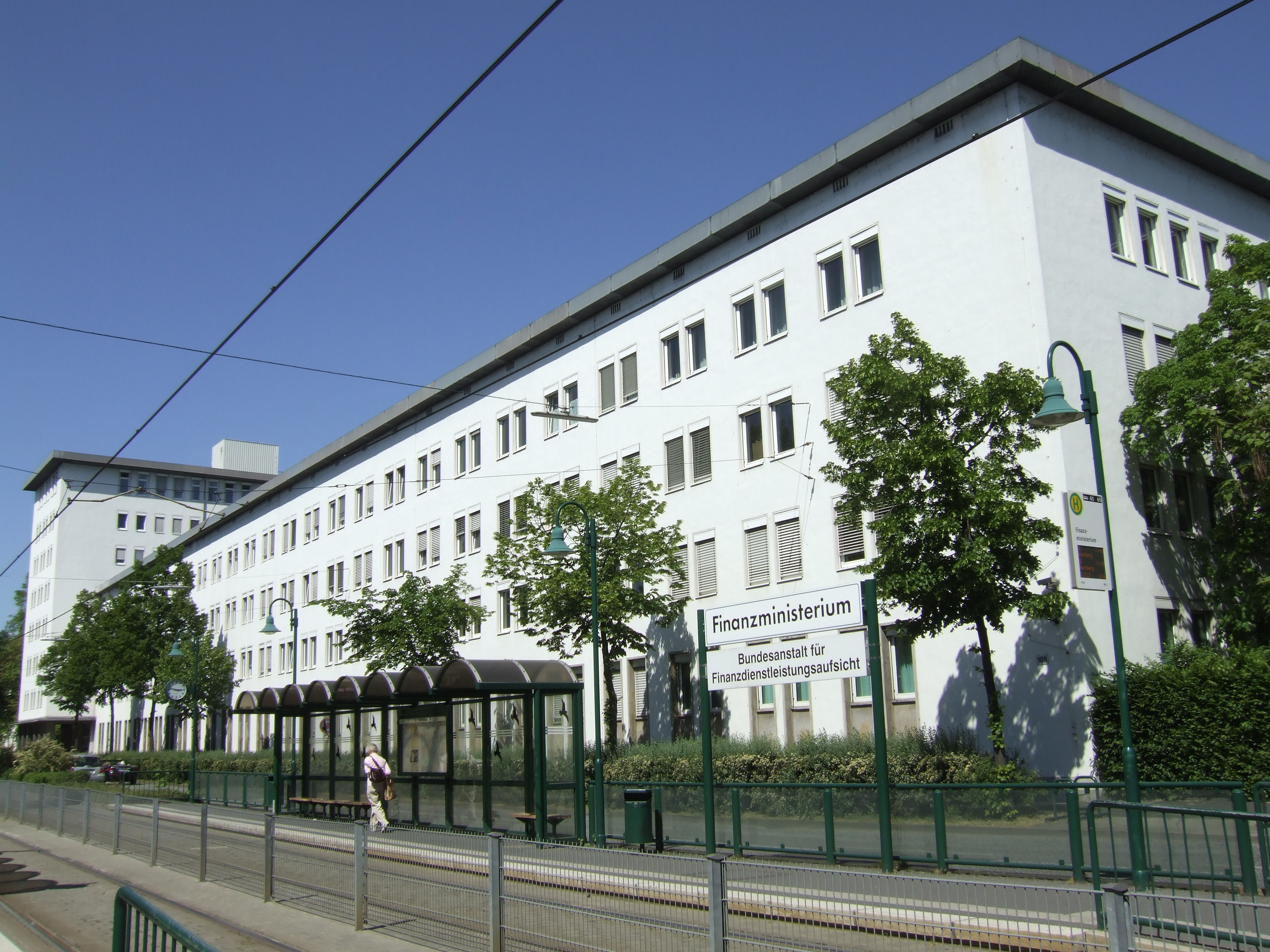
BaFin-Gebäude in Bonn

Die Bundesanstalt für Finanzdienstleistungsaufsicht (kurz: BaFin) ist eine rechtsfähige deutsche Anstalt des öffentlichen Rechts des Bundes mit Sitz in Bonn und Frankfurt am Main. Sie untersteht der Rechts- und Fachaufsicht des Bundesministeriums der Finanzen.
Die BaFin beaufsichtigt und kontrolliert als Finanzmarktaufsichtsbehörde im Rahmen der Finanzaufsicht alle Bereiche des Finanzwesens in Deutschland. Mit der Schaffung des einheitlichen europäischen Bankenaufsichtsmechanismus im Rahmen der europäischen Bankenunion gab die BaFin die Aufsicht über bedeutende Großbanken im November 2014 an die Europäische Zentralbank ab.

## Gründung und Geschichte
Die BaFin wurde auf Grund des Finanzdienstleistungsaufsichtsgesetzes am 1. Mai 2002 durch Zusammenlegung der Bundesaufsichtsämter für das Kreditwesen (BAKred), für den Wertpapierhandel und für das Versicherungswesen errichtet. Durch die Zusammenlegung der drei Aufsichtsämter sollen Kompetenzüberschneidungen und Aufsichtslücken beseitigt werden. Mit der einheitlichen Aufsicht sollen die Verflechtungen auf den nationalen und internationalen Kapitalmärkten und die damit verbundenen Risiken besser erfasst und handhabbar gemacht werden. Damit soll die BaFin zur Stabilität und Wettbewerbsfähigkeit Deutschlands als Finanzplatz beitragen. Neben den Aufgaben der Vorgängerinstitutionen können der BaFin weitere Aufgaben übertragen werden, beispielsweise die Beratung anderer Staaten beim Aufbau nationaler Behörden ähnlich der BaFin.
Nach dem jahrelangen weitreichenden und vielfältigen Versagen der Finanzdienstleistungsaufsicht im Wirecard-Skandal kündigte die Bundesregierung im Februar 2021 eine Reform der BaFin an. Unter anderem soll die Behörde künftig mit verdeckten Testkäufen überprüfen können, ob Kunden ausreichend beraten werden, bevor sie Finanzprodukte kaufen. Auch soll die Aufsichtsstruktur der BaFin effektiver und effizienter werden; ihr Präsident erhält mehr Kompetenzen.

## Organisation

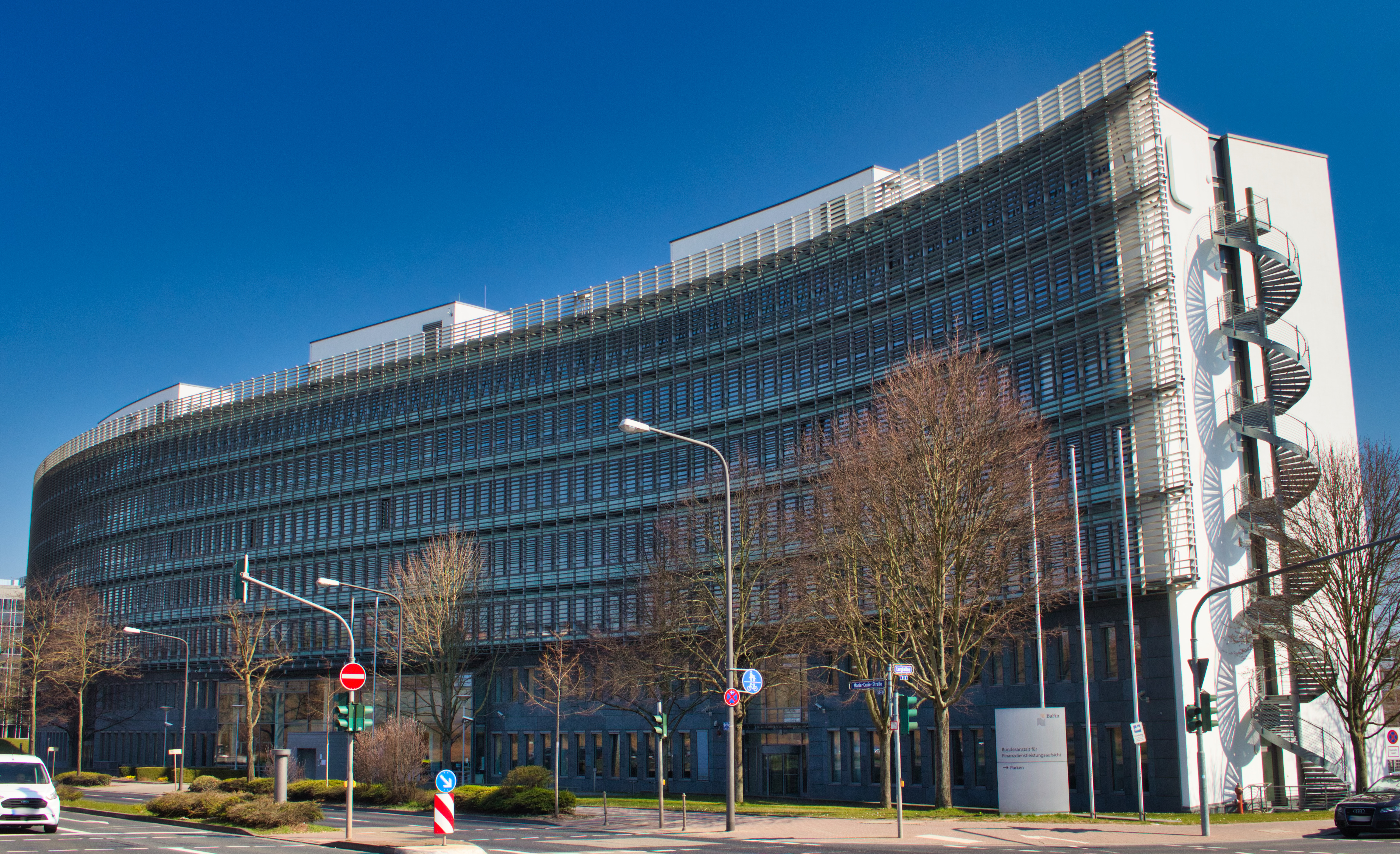
Bafin-Gebäude im Mertonviertel in Frankfurt am Main

Die Behörde wird von einem Direktorium geleitet, das aus dem Präsidenten sowie den Leitungen der Geschäftsbereiche Wertpapieraufsicht, Bankenaufsicht, Versicherungsaufsicht, Innere Verwaltung und Recht und dem Bereich Abwicklung besteht.
Neben den Fachbereichen, den sogenannten operativen Säulen, gibt es in der BaFin Abteilungen, die nicht unmittelbar der Kontrolle des Markts dienen, sondern sektorübergreifende oder organisatorisch-verwaltungstechnische Aufgaben wahrnehmen, beispielsweise Risikomodellierung, Geldwäsche und Internationale Aufgaben. Das Presse- und Informationsreferat, die Innenrevision, die Abteilung Analyse & Strategie und das Präsidialbüro unterstehen direkt dem Präsidenten.
Die BaFin und ihre rund 2800 Mitarbeiter werden vollständig durch Gebühren, die bei Verwaltungshandlungen erhoben werden, und durch die jährliche Umlage der übrigen Kosten auf die beaufsichtigten Institute und Unternehmen finanziert; sie ist damit unabhängig vom Bundeshaushalt. Eine Klage beim Bundesverfassungsgericht hinsichtlich der Verfassungsgemäßheit der (Zwangs-)Umlage wurde 2009 als unbegründet zurückgewiesen. Die Umlage soll nach Ansicht des Gerichts „das Vertrauen der Anleger in die Solidität und Lauterkeit dieser Unternehmen als notwendige Rahmenbedingung für einen funktionsfähigen Finanzmarkt stärken“.
Die BaFin beaufsichtigte im Jahr 2016 etwa 1665 deutsche Kreditinstitute, 47 Wohnungsunternehmen mit Spareinrichtung, 700 Finanzdienstleistungsinstitute, 40 Zahlungs- und E-Geld-Institute, 90 deutsche Zweigstellen ausländischer Institute, 555 Versicherungsunternehmen, 29 Pensionsfonds und 260 Kapitalverwaltungsgesellschaften und mehr als 6.100 inländische Fonds. Mit Start des SSM Anfang November 2014 hat die EZB in Deutschland die direkte Aufsicht über rund 20 als bedeutend eingestufte Gruppen. Die direkte Aufsicht über die rund 3600 nicht bedeutenden Institute im Euro-Raum verbleibt zunächst bei den jeweiligen nationalen Aufsichtsbehörden der Mitgliedstaaten; darunter sind etwa 1630 deutsche Institute, die weiterhin der direkten Aufsicht durch die BaFin unterstehen.

## Präsidenten
Seit der Gründung im Jahr 2002 wurde die BaFin von vier Präsidenten, darunter eine Frau, geleitet:
- 2002–2011: Jochen Sanio
- 2012–2015: Elke König
- 2015–2021: Felix Hufeld
- seit 2021: Mark Branson

## Aufgaben
Die Hauptaufgabe ist die Aufsicht über Banken, Versicherungen und den Handel mit Wertpapieren in Deutschland. Damit sollen die Funktionsfähigkeit, Integrität und Stabilität des deutschen Finanzsystems sichergestellt werden. Als (finanz-)marktorientierte Anstalt ist die BaFin für Anbieter und Konsumenten verantwortlich. Auf der Angebotsseite achtet sie auf die Solvenz von Banken, Versicherungen und Finanzdienstleistungsinstituten. Für Anleger, Bankkunden und Versicherte sichert sie das Vertrauen in die Finanzmärkte und die darin agierenden Gesellschaften.
Zu ihren Aufgaben gehört es auch zu verhindern, dass das Finanzsystem zu Zwecken der Geldwäsche und der Terrorismusfinanzierung missbraucht wird. So sorgt die BaFin beispielsweise dafür, dass die von ihr beaufsichtigten Institute die geltenden Vorgaben zur Prävention von Geldwäsche und Terrorismusfinanzierung einhalten.
Eine weitere Aufgabe ist der kollektive Verbraucherschutz, der sich auf alle Finanzprodukte und Finanzdienstleistungen erstreckt, mit denen die BaFin aufsichtlich befasst ist. Ziel ist der Schutz der Verbraucher in ihrer Gesamtheit, beispielsweise durch die Schaffung eines transparenteren und verständlicheren Angebots von Finanz- und Versicherungsprodukten sowie Finanzdienstleistungen.
Um die vorgenannten Akteure zu erreichen, setzt die BaFin u. a. auf das monatlich erscheinende Fachmagazin und zentrale Mitteilungsblatt BaFin-Journal.

### Kontenaufsicht
Zur Wahrung der Integrität und Stabilität des Finanzsystems, insbesondere zur Bekämpfung von Geldwäsche, sind Kreditinstitute nach § 24c KWG verpflichtet, ein automatisiertes Abrufsystem für Kontenstammdaten zu unterhalten, mit dem die BaFin jederzeit auf Kundendaten zugreifen kann. Die Kreditinstitute selbst oder betroffene Kunden erfahren nichts von einem Kontenabruf.

### Bankenaufsicht
Zentrale Rechtsgrundlage für die Bankenaufsicht ist das Kreditwesengesetz. Die BaFin überwacht die Einhaltung der Regeln und Vorgaben des KWG betreffend Kredit- und Geldinstitute während der „Neugründung“ und als „laufende Aufsicht“.
Die Neugründungen von Banken unterliegen in Deutschland einem gesetzlichen Erlaubnisvorbehaltsrecht, das heißt wer Bankgeschäfte oder Finanzdienstleistungen anbieten will, benötigt eine Genehmigung der BaFin als zuständiger Behörde. Voraussetzungen dafür sind unter anderem Mindestkapitalanforderungen, Zuverlässigkeit der Geschäftsführung, solide Institutsführung und die Tragfähigkeit des Geschäftsplans.
Während der gesamten Dauer der Geschäftstätigkeit unterliegen Finanzinstitute der laufenden Aufsicht der BaFin. Damit soll im Wesentlichen sichergestellt werden, dass die für die Gründung notwendigen Voraussetzungen später nicht „aufgeweicht“ werden. Insbesondere werden die finanzielle Situation nach der Solvabilitätsverordnung (SolvV) und der Liquiditätsverordnung (LiqV) sowie die ordnungsgemäße Organisation einschließlich geeigneter Risikocontrolling- und Managementsysteme (MaRisk) überwacht. Die Zuverlässigkeit der Geschäftsführung wird sichergestellt, indem Berufungen in den Vorstand von der BaFin geprüft werden.
Informationen über die Finanzinstitute erhält die BaFin neben den Jahresabschlüssen auch aus Prüfungsberichten von Wirtschaftsprüfern oder Bankenverbänden. Zusätzlich reichen die Banken und Finanzdienstleister monatliche Kurzbilanzen und Meldungen über Groß- und Millionenkredite ein. Auch die Einhaltung der Liquiditätsverordnung und Solvabilitätsverordnung muss regelmäßig nachgewiesen werden.
Alle Informationen werden in enger Zusammenarbeit mit der Deutschen Bundesbank ausgewertet und beurteilt. Darüber hinaus kann die BaFin Sonderprüfungen anordnen, die ebenfalls von Mitarbeitern der Bundesbank vor Ort durchgeführt werden.
Zu Straf- und Sanktionierungszwecken stellt das KWG der BaFin ein umfangreiches Instrumentarium von Sanktionen zur Verfügung, das von schriftlichen Abmahnungen über Bußgelder bis zum Entzug der Banklizenz reicht.
Die BaFin führte offenbar zur Einschätzung der Risiken in Bezug auf die von der Finanzkrise ab 2007 betroffenen Banken eine interne Liste, die Ende April 2009 an die Öffentlichkeit gelangte.

### Bankenabwicklung
Sollte sich die Bestandsgefährdung eines Instituts mit aufsichtlichen Mitteln nicht abwenden lassen und die Finanzstabilität gefährdet werden, hat darüber hinaus die BaFin als Nationale Abwicklungsbehörde weitreichende Eingriffsbefugnisse. Damit kann sie ein Institut im Rahmen ihrer Zuständigkeit ohne Gefahr für die Stabilität des Finanzmarktes abwickeln.

### Versicherungsaufsicht
Analog zur Bankenaufsicht überwacht die BaFin im Rahmen der Versicherungsaufsicht Versicherungsunternehmen auf der Grundlage des Versicherungsaufsichtsgesetzes. Versicherungsunternehmen bedürfen zur Aufnahme und Aufrechterhaltung ihrer Geschäftstätigkeit ebenfalls der Zustimmung der BaFin; die Voraussetzungen entsprechen im Wesentlichen denen der Bankenaufsicht. Der Aufsicht unterliegen Erstversicherungsunternehmen, Rückversicherungsunternehmen, Holdinggesellschaften sowie Sicherungs- und Pensionsfonds. Davon ausgenommen sind Versicherer, die nur in einem einzigen Bundesland tätig sind. Diese unterliegen der Aufsicht der zuständigen Landesaufsichtsbehörde.
Die Aufsicht umfasst insbesondere die Überwachung der Bedeckung der Verbindlichkeiten gegenüber den Versicherungsnehmern durch das Sicherungsvermögen und der Solvabilität, um die Erfüllbarkeit der abgeschlossenen Verträge zu gewährleisten. Bei Lebensversicherungen wird außerdem die Deckungsrückstellung überwacht. Darüber hinaus überwacht die BaFin ganz allgemein die Einhaltung aller Gesetze, die für den Betrieb von Versicherungsgeschäften gelten.
Im Januar 2021 kündigte die BaFin höhere Eigenkapitalanforderungen für junge Insurtechs mit Versichererlizenz an. Als Grund werden unter anderem geringe Prämieneinnahmen bei gleichzeitig hohen Ausgaben für den Aufbau eines IT-Systems genannt. Kritik an dieser Entscheidung blieb nicht aus. GDV-Geschäftsführer Jörg Asmussen warnte davor, mit solchen Sonderregeln Innovationen aus Deutschland zu vertreiben. Beim Digitalverband Bitkom hieß es, die geplanten Hürden für Insurtechs schadeten dem Startup-Standort Deutschland und trieben Innovationen ins Ausland.

### Wertpapieraufsicht
Ziel und Zweck der Arbeit der dritten Säule der BaFin ist es, die Funktionsfähigkeit der deutschen Märkte für Wertpapiere und Derivate nach dem Wertpapierhandelsgesetz zu gewährleisten. Dazu gehört insbesondere die Unterbindung von Insiderhandel und anderen Missbrauchsfällen. Die Banken melden der BaFin alle Wertpapierkäufe und -verkäufe sowie jede Ad-hoc-Meldung von börsennotierten Unternehmen. Diese Informationen bilden eine wesentliche Grundlage für die Verfolgung von Kurs- und Marktpreismanipulation. Insbesondere werden Eigengeschäfte von Führungskräften beobachtet.
Die Möglichkeiten der BaFin zum Eingriff in das Marktgeschehen reichen von der Vorladung und Einvernahme von Personen über die Aussetzung oder das Verbot des Handels mit Finanzinstrumenten (Wertpapieren usw.) bis zur Pflicht der Anzeige gewisser verdächtiger Tatsachen bei der Staatsanwaltschaft. Dabei ist die BaFin ausdrücklich zur Übermittlung personenbezogener Daten von Verdächtigen und möglichen Zeugen berechtigt, soweit dies zur Strafverfolgung notwendig ist.
Darüber hinaus überwacht die BaFin die aufgrund von Markttransparenzvorschriften vorgeschriebenen Meldungen und Veröffentlichungspflichten von bedeutenden Stimmrechtsanteilen und nimmt seit 2002 die Überwachung von Übernahmen von börsennotierten Unternehmen aufgrund des Wertpapiererwerbs- und Übernahmegesetzes wahr.
Neben diesen aktiven Aufgaben ist die BaFin die zentrale Hinterlegungsstelle für Verkaufsprospekte. Die BaFin prüft diese hinterlegten Prospekte nur auf formale, nicht aber auf inhaltliche Richtigkeit; auch die Bonität des Emittenten wird nicht geprüft.
Am 19. September 2008 kündigte die BaFin an, als Reaktion auf die immer bedrohlichere Ausmaße annehmenden weltweiten Verwerfungen an den Aktienbörsen in der Folge der Finanzkrise, Leerverkäufe von elf deutschen Finanztiteln vom 20. September 2008, 00:00 Uhr, bis zum 31. Dezember 2008, 24:00 Uhr, zu verbieten. Zuletzt wurde diese Maßnahme bis zum 31. Mai 2009 verlängert. Ähnliche Maßnahmen wurden ebenso in den USA und Großbritannien verkündet. Diese Maßnahme nach § 6 Abs. 1 WpHG wurde für Aktien folgender Finanzdienstleister getroffen: der Aareal Bank AG, Allianz SE, AMB Generali Holding AG, Commerzbank AG, Deutsche Bank AG, Deutsche Börse AG, Deutsche Postbank AG, Hannover Rück, Hypo Real Estate Holding AG, MLP AG und Münchener Rück. Heute besteht eine ausdrückliche Befugnis der BaFin zu derartigen Maßnahmen nach § 14 Abs. 1 WpHG.
Für den Zeitraum vom 19. Mai 2010 bis zum 31. März 2011 hat die Bankenaufsicht erneut ungedeckte Leerverkäufe von Staatsanleihen der Eurozone, sowie von 10 Unternehmen der deutschen Finanzbranche untersagt, um die Stabilität des gesamten Finanzsystems zu unterstützen. Die BaFin verbot auch Leerverkäufe von Aktien des inzwischen insolventen Unternehmens Wirecard im Zeitraum vom 18. Februar 2019 bis zum 18. April 2019 wegen Verdachts auf Marktmanipulation durch Dritte.

### Rolle bei der Strafverfolgung
Die BaFin ist berechtigt, teilweise sogar verpflichtet, von ihr im Wege der Aufsicht ermittelte Tatsachen, die den Verdacht einer Straftat (insbesondere Insiderdelikte, Marktmanipulationen, Betreiben unerlaubter Bankgeschäfte, Kapitalanlagebetrug, Verleitung zu Börsenspekulationsgeschäften) begründen, an Strafverfolgungsbehörden zu melden. Sie sieht sich dementsprechend selbst als eine Art Strafverfolgungsbehörde. So steht im Jahresbericht 2004 (S. 83): „Zusammen mit der Deutschen Bundesbank, den Polizeibehörden und den Staatsanwaltschaften verfolgt die BaFin unerlaubte Geschäfte […].“ Da die BaFin auch solche Daten und Tatsachen weiterleitet, auf die Strafverfolgungsbehörden nach den Regeln der Strafprozessordnung keine berechtigte Zugriffsmöglichkeit haben, entstehen Reibungen zwischen dem deutschen Aufsichtsrecht und strafprozessualen Grundsätzen. Der Gesetzgeber begegnet diesem Problem jedenfalls teilweise durch die Schaffung von Verweigerungsrechten oder die Einführung von Ermittlungshürden (z. B. § 44c KWG, demzufolge die BaFin bestimmte Untersuchungen nur dann vornehmen darf, wenn ein Anfangsverdacht für eine Straftat besteht). Grundsätzlich ist davon auszugehen, dass Ermittlungsergebnisse der BaFin an Strafverfolgungsbehörden weitergeleitet werden.
So hatte die BaFin nach Informationen der Süddeutschen Zeitung vom Januar 2013 gegen vier deutsche Banken Sonderprüfungen wegen Verdachts auf Manipulation des Referenzzinssatzes Euribor eingeleitet, die WestLB wurde zudem im Zusammenhang mit dem Zinssatz Libor untersucht.

### Rechts- und Fachaufsicht
Die BaFin übt nach dem Einlagensicherungs- und Anlegerentschädigungsgesetz die Rechts- und Fachaufsicht über die Entschädigungseinrichtungen aus.
Dazu gehören die Entschädigungseinrichtung der Wertpapierhandelsunternehmen, die Entschädigungseinrichtung des Bundesverbandes Öffentlicher Banken Deutschlands und die Entschädigungseinrichtung deutscher Banken.

### Verbraucherbeschwerden
Jede Privatperson hat das Recht, sich über die von der BaFin beaufsichtigten Unternehmen zu beschweren. Solche Beschwerden sind rechtlich Petitionen. Sie sind für Verbraucher kostenfrei. Eine Abweisung der Beschwerde durch die BaFin hat keine negativen Folgen oder Kosten für den Beschwerdeführer. Die Beschwerdestatistiken werden jährlich von der BaFin veröffentlicht. Beschwerden können schriftlich oder online eingereicht werden. Es wird empfohlen, sich vor einer Beschwerde schriftlich an das betreffende Kreditinstitut zu wenden. Die BaFin gibt keine Rechtsberatung und greift auch nicht in laufende Gerichtsverfahren ein. Sie prüft aber bei jeder Beschwerde, ob aufsichtsrechtliche Maßnahmen erforderlich sind oder ein Verstoß gegen geltende gesetzliche Bestimmungen vorliegt. Zudem teilt die BaFin Einzelheiten ihrer Tätigkeit dem Beschwerdeführer mit, soweit diese nicht unter das gesetzliche Amtsgeheimnis fallen.
Beschwerden zu Anlageberatung müssen von den Banken an die BaFin gemeldet werden und werden dort im Beraterregister gespeichert.
Die Schlichtungsstelle der BaFin ist Mitglied im Europäischen Netzwerk der Schlichtungsstellen für Finanzdienstleistungen als
europaweitem Netz von Organisationen zur außergerichtlichen Beilegung von Verbraucherbeschwerden im Finanzdienstleistungsbereich.

## Unternehmensdatenbank
Die BaFin unterhält eine Unternehmensdatenbank, die auch öffentlich einsehbar ist, in der alle Banken, Finanzdienstleister, Kapitalanlagegesellschaften, Versicherer oder Pensionsfonds gelistet sind, die eine schriftliche Erlaubnis besitzen, notifiziert sind oder eine Repräsentanz in Deutschland unterhalten. Aufgeführt werden Unternehmen, ihre numerische ID, der Erlaubnistyp, das Erlaubnisdatum, die Unternehmens-Gattung und, sofern vorhanden, die zuständige Schlichtungsstelle.

## Kritik
Das Prüfungsamt des Bundes Koblenz stellte im März 2004 fest, dass das interne Kontrollsystem der BaFin unzureichend ist. Für das Jahr 2006 deckte der Bundesrechnungshof die Veruntreuung von über 4 Millionen Euro durch einen Leitenden Regierungsdirektor der Behörde auf, der daraufhin vor dem Bonner Landgericht angeklagt und verurteilt wurde. In der Urteilsbegründung wurde das teilweise „nicht vorhandene“ Kontrollsystem der BaFin gerügt.
Im September 2006 ergab ein Gutachten von PricewaterhouseCoopers und der Innenrevision der BaFin, dass die Vorgaben der Bundesregierung zur Korruptionsprävention nicht umgesetzt worden waren. Im April 2008 wurden die Entscheidungsstrukturen der BaFin verändert und ein Direktorium gebildet, das seitdem zusammen mit dem Präsidenten die Spitze der BaFin bildet. Neben Jochen Sanio gehörten dem Führungsgremium vier Exekutivdirektoren an – mit folgenden Zuständigkeiten: Sabine Lautenschläger-Peiter, bis dahin Leiterin der Abteilung Großbanken, wurde zuständig für die gesamte Bankenaufsicht. Thomas Steffen blieb bis Ende 2010 der Verantwortliche für die Versicherungsaufsicht. Karl-Burkhard Caspari übernahm die Wertpapieraufsicht. Michael Sell wurde Exekutivdirektor für den Bereich Querschnittsaufgaben/Innere Verwaltung. Er war zuletzt Gruppenleiter unter anderem für Steuerpolitik im Bundeskanzleramt.
Mehrere Sachverständige im Finanzausschuss des Deutschen Bundestages bemängelten 2015 strukturelle Mängel in Bezug auf das rechtzeitige Eingreifen und Vorwarnen bei problematischen Finanzprodukten. Eine sozialwissenschaftliche Analyse der Zeitdimension der Aktivitäten der BaFin ergab, dass sie zwar einerseits in der Lage ist, das Zeitbudget für politisches Entscheiden zu erhöhen und langfristig den Finanzmarkt zu stabilisieren, aber andererseits bürokratische Handlungsketten verlängert und erhebliche Tempodefizite aufweist.
Im Zusammenhang mit dem Bilanzskandal und Insolvenzantrag von Wirecard im Frühsommer 2020 wurde die BaFin massiv kritisiert. „Sie haben nicht genug recherchiert und dem Management von Wirecard [zu sehr] vertraut.“ Hinweise anderer Behörden wie der Handelsüberwachungsstelle (HÜSt) in Frankfurt sowie Berichte der Financial Times (FT) im Jahr 2019 waren ignoriert worden. Am 22. Juni 2020 räumte der Präsident der BaFin Felix Hufeld ein, dass seiner Behörde in diesem Zusammenhang sehr schwere Fehler unterlaufen seien. Am 28. Januar 2021 wurde bekannt, dass ein Mitarbeiter der Wertpapieraufsicht als Insider mit strukturierten Produkten auf Wirecard gehandelt habe. Einen Tag später wurde über die Demission Hufelds berichtet. Auch die bisherige Exekutivdirektorin für Wertpapieraufsicht, Elisabeth Roegele, stellte am 29. Januar 2021 ihr Amt zur Verfügung.
Im April 2021 berichtet die Süddeutsche Zeitung, dass die Finanzaufsicht schon 2007 eindeutige Hinweise auf Aktiengeschäfte zulasten der Steuerzahler (Cum-Ex) erhalten, diese Informationen jedoch für sich behalten habe. Sie leitete den Hinweis weder an Strafverfolger noch Steuerfahnder weiter, sondern kontaktierte die in den Hinweisen beschuldigte WestLB. Die BaFin stellt sich auf den Standpunkt, bis zu einer Gesetzesänderung im Jahr 2015 zur Verschwiegenheit verpflichtet gewesen zu sein. Die Staatsanwaltschaft Köln, die Ermittlungen zu Cum-Ex führt, bestreitet das.